# Diana González Barrera
Diana Victoria González Barrera (* 10. September 1993 in Toluca de Lerdo, Estado de México; † 1. November 2019) war eine mexikanische Fußballspielerin.

## Leben
González spielte für die Frauenfußballmannschaft des Club América, mit der sie in der Apertura 2018 die mexikanische Frauenfußballmeisterschaft gewann. 
González starb im Alter von 26 Jahren vermutlich an Komplikationen ihrer Diabeteserkrankung.

## Erfolge
- Mexikanische Frauenfußballmeisterin: Apertura 2018